# آرامگاه اوحدی مراغه‌ای
مقبره اوحدی مراغه‌ای مربوط به دوره پهلوی دوم است و در مراغه، داخل شهر واقع شده و این اثر در تاریخ ۳۰ بهمن ۱۳۸۶ با شمارهٔ ثبت ۲۱۰۸۰ به‌عنوان یکی از آثار ملی ایران به ثبت رسیده است.